# SUN電視台
株式會社SUN電視（日语：／ Kabushiki-gaisha San Terebijon */?），簡稱SUN電視台（サンテレビ），是日本兵庫縣的一家電視台，總部位於神戶市神戶站前JUST廣場，並且在東京都、大阪市、姬路市設有支社，在兵庫縣內的豐岡市、丹波市、洲本市和福岡縣福岡市設有據點。SUN電視台是独立UHF電視台，不屬於任何聯播網，呼號為JOUH-DTV，遙控器號碼是3頻道。神戶新聞社是SUN電視台的最大股東。阪神虎職棒賽事轉播是SUN電視台最主要的招牌節目。SUN電視台的播出區域是兵庫縣，但在大阪府亦能收看到SUN電視台的節目:112-113。

## 股權構成
以下為SUN電視台的股權構成（截至2015年12月31日）:385：
| 資本金    | 已發行股份總數 | 股東數 |
| --------- | -------------- | ------ |
| 9.7億日元 | 1,940,000股    | 96     |

| 主要股東                     | 股份數    | 比例   |
| ---------------------------- | --------- | ------ |
| 神戶新聞社                   | 894,000股 | 46.08% |
| 兵庫縣政府                   | 360,000株 | 18.55% |
| 神戶市政府                   | 336,000股 | 17.31% |
| 三井住友銀行                 | 097,000股 | 05.00% |
| 夥伴日生同和損害保險         | 030,000股 | 01.54% |
| 竹中工務店                   | 020,000股 | 01.03% |
| 松下系統網路                 | 018,000股 | 00.92% |
| 關西電力                     | 010,000股 | 00.51% |
| 東芝                         | 010,000股 | 00.51% |
| 川崎重工業                   | 009,000股 | 00.46% |
| 尼崎市政府                   | 007,200股 | 00.37% |
| 姬路市政府                   | 006,000股 | 00.30% |
| 亞瑟士                       | 006,000股 | 00.30% |
| 出光興産                     | 006,000股 | 00.30% |
| 大阪瓦斯                     | 006,000股 | 00.30% |
| 神戶製鋼所                   | 006,000股 | 00.30% |
| 山陽電氣鐵道                 | 006,000股 | 00.30% |
| 新日鐵住金                   | 006,000股 | 00.30% |
| 兵庫縣信用農業協同組合聯合會 | 006,000股 | 00.30% |
| 森本倉庫                     | 006,000股 | 00.30% |

## 歷史

SUN電視台在開播時的廣告，左下方為第一代商標

SUN電視台在2018年12月之前使用的商標

1950年代末期，近畿地方已有每日放送、朝日放送、關西電視台、讀賣電視台四家民營VHF電視台:10。與此同時，由於兵庫縣內西部仍有眾多電視電波並未覆蓋的地區，遂有姬路市財界人士申請設立「姬路電視台」的構想:10。1960年代後期，郵政省開始大量發出UHF電視執照，其中兵庫縣亦獲得一個名額:11。神戶新聞社、關西電台、姬路電視台三方決定統合申請這一名額，並在1967年11月1日獲得了播出執照:11。
在籌備期間，SUN電視台的名稱曾是兵庫電視台（兵庫テレビ）:11。1968年4月，兵庫電視台正式定名為SUN電視台，寓意SUN電視台能像太陽一樣明亮，將文化之光照往兵庫全縣:11。電視台總部設在神戶市長田區一番町，電波發射站設在摩耶山山頂:11-12。由於摩耶山頂的高度超過大阪各電視台的信號發射站生駒山山頂高度，使得SUN電視台的電波得以覆蓋播出範圍外的大阪府全境，為SUN電視台創造的良好的播出條件和廣告營業環境。1969年5月1日，SUN電視台正式開始播出，成為岐阜放送、近畿放送（現KBS京都）之後第三家開播的獨立UHF電視台:13。開播之初，SUN電視台在週二、四、六晚間播出職棒轉播，週一、三、五晚間則播出Wide Show節目:17。在開播的第一個財年，SUN電視台營業額為7.38億日元，虧損1.06億日元:19。
由於既存電視機需要接收器才能收到UHF訊號，因此普及接收器亦是SUN電視台初期的主要課題之一:19。1971年，兵庫縣內的可收看UHF訊號的電視機普及率達82%（加上大阪府的話有78%）:20，加上SUN電視台開始在兵庫縣的日本海沿岸地區及淡路島廣設中繼局，SUN電視台的收視環境有很大改善:21。SUN電視台也從這一年開始認為先行的設備投資期已經結束，開始將收支平衡作為主要經營目標:21。1972財年，SUN電視台第一次實現收支盈餘:22。翌年SUN電視台的開播時間從早晨10時30分提前至9時30分，營業額超過20億日元，利潤亦超過1億日元:22。SUN電視台工會同樣在1973年成立:145。1979年，SUN電視台實現清零開播以來的累積赤字:26。

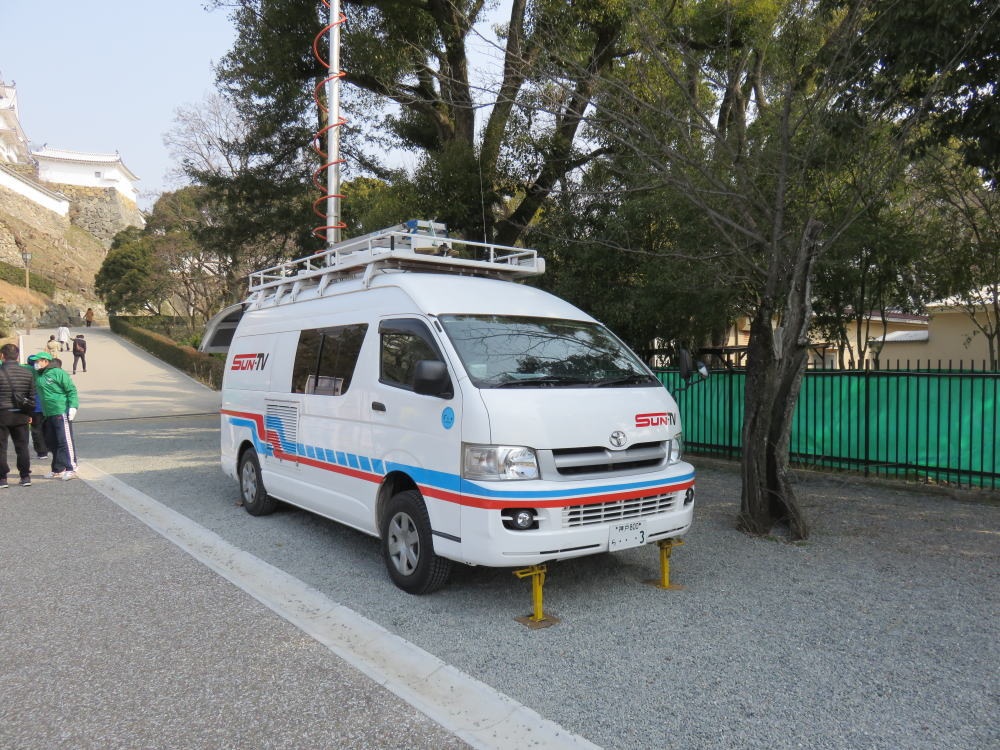
SUN電視台轉播車，車牌號和SUN電視台的頻道號同為3

在開播初期，SUN電視台播出了大量科學電視台（後改名為東京12頻道，現東京電視台）及NET電視台（現朝日電視台）的節目:16。這一時期，NET電視台聯播網ANN在關西的加盟台每日放送強化和東京12頻道的關係，實質成為跨網台，並減少聯播NET電視台的節目。這一做法使得NET電視台將部分MBS未有聯播的節目轉移到SUN電視台及近畿放送播出:203。1974年時，SUN電視台播出節目中有30.6%是自公司製作、37.8%是NET電視台節目、11.6%是東京12頻道節目、20%是其他電視台節目:23。1976年，SUN電視台和近畿地方的其他4家獨立電視台（近畿放送、琵琶湖放送、奈良電視台、和歌山電視台）共組「KU5」，加強各台之間的合作:24。1977年，SUN電視台又成為全國獨立放送協議會的創始成員:24。
1981年，SUN電視台將總部搬遷至神戶國際交流會館，並轉播了這一年的神戶港灣人工島博覽會:27。然而由於搬遷總部耗資巨大（且其中有20.5億日元是通過借貸籌得），加上東京電視台為開播大阪電視台而終止了和SUN電視台的合作關係令SUN電視台不得不耗資自製及外購節目，以及開設但馬、淡路支局的開支，一系列開支嚴重壓迫了SUN電視台的經營:28。1981財年，SUN電視台錄得5.95億日元的赤字，加上母公司神戶新聞社當時同樣處於困境而無力支援，SUN電視台陷入經營危機:28。1982年，SUN電視台全面刷新經營體制，大榮超市開始參與SUN電視台經營:29。然而1982年，SUN電視台亦有5.49億日元的赤字，加上同年SUN電視台減資至2.7億日元，導致SUN電視台出現11.16億日元的資不抵債情況:29。為此SUN電視台在1984年增資至9.7億日元，兵庫縣政府成為SUN電視台最大股東，持有28.9%的股份；神戶市政府持有17.3%的股份；神戶新聞社和大榮超市均持有17.2%的股份:29。1985年，SUN電視台參與了在神戶舉辦的世界大學生運動會的轉播，累積轉播時間達116小時:31。在日本泡沫經濟這一好景氣環境下，日本的電視廣告費快速增加，SUN電視台的經營狀況亦因此好轉。1989財年，SUN電視台再次清零1979年後產生的累計赤字:32。1991財年，SUN電視台創下迄今最高的82.61億日元的營業額記錄，稅前盈餘也在1990年度創下9.94億日元的記錄:32。

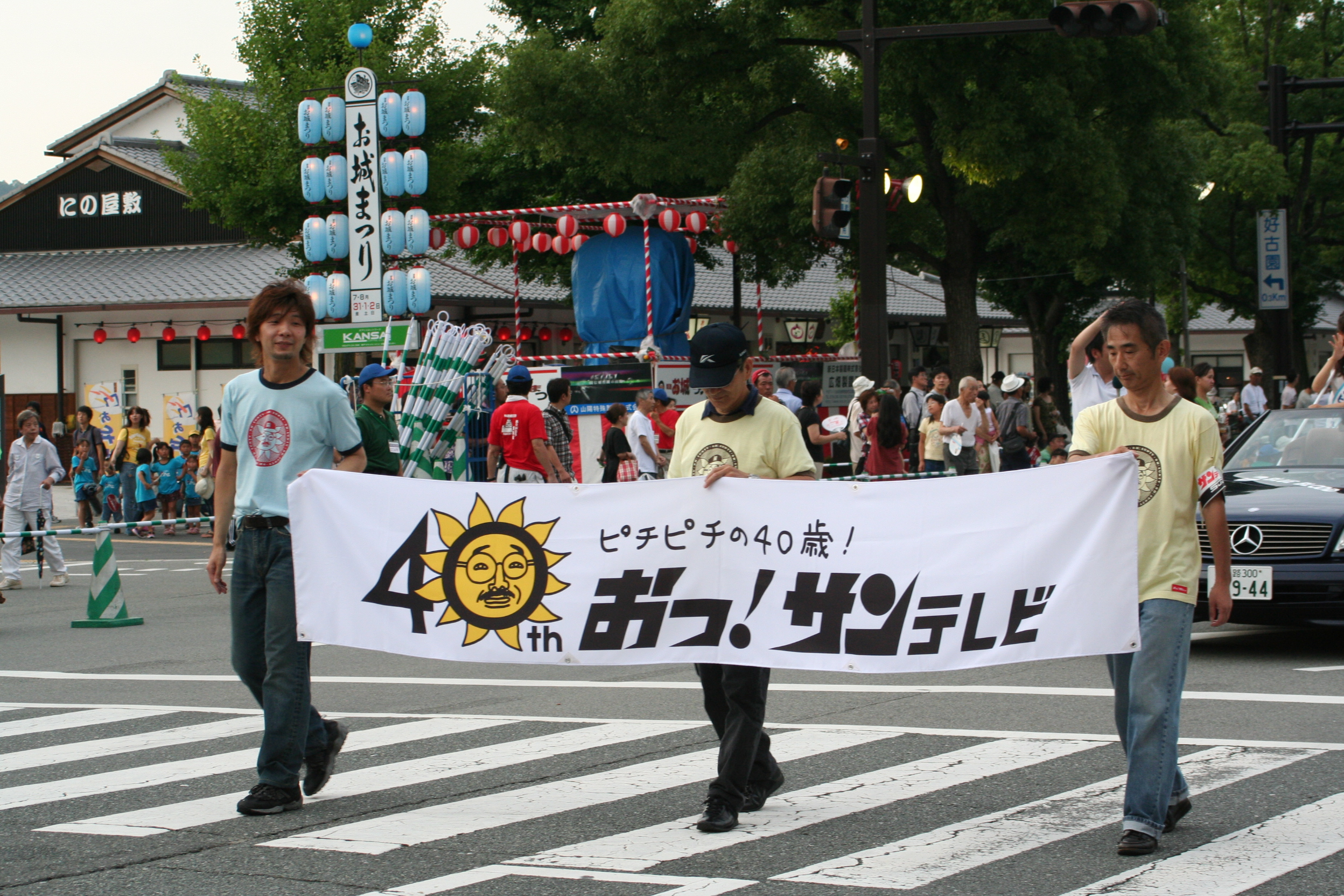
SUN電視台在2009年參加姬路城祭，紀念開播40週年

日本泡沫經濟崩潰後，由於廣告收入減少，SUN電視台開始積極開拓電視購物等新的收入領域。現在電視購物已佔SUN電視台總收入中的過半比例:33。1990年代中期，SUN電視台確立了體育路線，除了既有的棒球轉播之外，還增加了足球J聯賽轉播:38。1997年5月，SUN電視台開設了官方網站:38。在開播30週年的1999年，SUN電視台播出了累計時長達30小時的特別節目:39。2001年9月，SUN電視台和京都放送簽訂了合作協議，並在翌年和京都放送創辦了三都Net，共同製作電視節目:40。然而這一嘗試僅持續了1年就宣告終止:41。與此同時，神戶新聞社在這一時期接受了兵庫縣政府和大榮超市的股份讓渡，再次成為SUN電視台的最大股東:41。
2003年，SUN電視台開始發射數位電視試驗訊號，並在2004年12月1日正式開始播出數位電視:40。2005年12月開始，SUN電視台推出了和電通共同製作的吉祥物，獲得廣泛迴響，成為日本最著名的電視台吉祥物之一:45。為了增加收入，SUN電視台從2005年2月開始將播出時間提前至早晨5:15，以增加電視購物的播出時間。這一措施使得SUN電視台的營業額在2006年恢復至68.4億元:45。2007年，SUN電視台和神奈川電視台、千葉電視台、埼玉電視台、三重電視台、京都放送共組東名阪net6，共同製作節目以加強獨立台之間的合作並節約成本:46。然而在2008年度，受到全球金融危機導致日本經濟急速惡化的影響，SUN電視台再次出現5.85億日元的赤字:46。在削減經費的努力下，SUN電視台在2009年實現了1.22億日元的盈利:46。2011年7月24日17時，SUN電視台停止播出類比電視訊號:47。
在2012年神戶馬拉松時，SUN電視台實現了長達8小時的轉播:48。2015年，SUN電視台又實現對神戶馬拉松進行多角度直播，觀眾可在轉播時選擇自己想收看的攝像機拍攝的畫面。這也是日本民營電視台第一次實現的創舉。2019年是SUN電視台開播50週年。SUN電視台在這一年啟用了由神戶藝術工科大學學生設計的新商標，並且首次製作連續劇《元町ロックンロールスウィンドル》。同年SUN電視台開始修建新總部。2021年6月14日，SUN電視台正式遷入新總部。

## 節目

### 職棒轉播

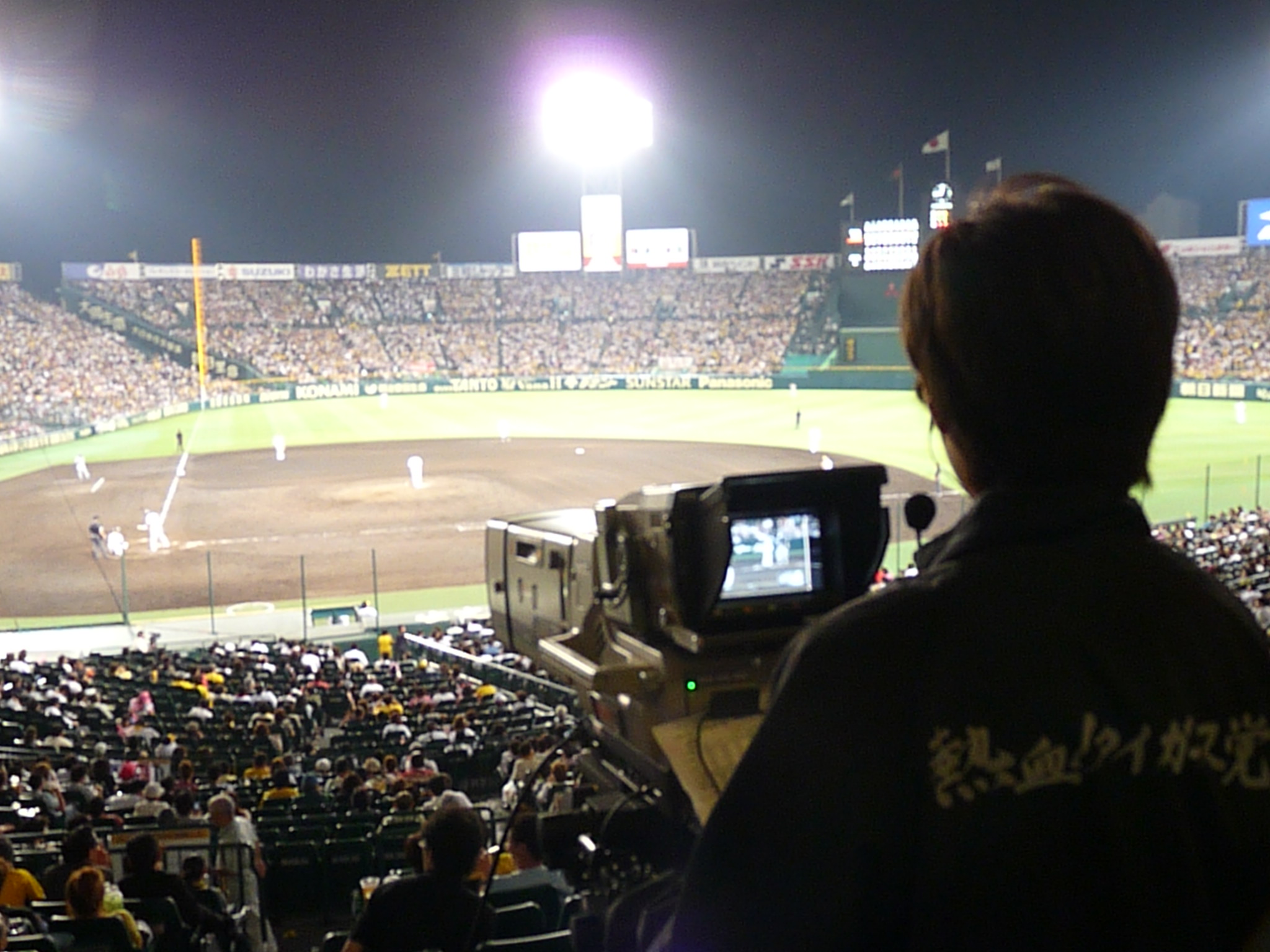
SUN電視台的職工在甲子園球場轉播阪神虎比賽

SUN電視台在開播之初就決定了以職棒球團阪神虎比賽轉播為主軸的節目編排策略，並始終堅持自開球到比賽結束為止，絕不中斷球賽直播的轉播方針:16。由於當時其他頻道大多為了播出其他節目而在球賽途中停止轉播，SUN電視台的這一方針因此受到棒球球迷的好評:17。SUN電視台的棒球轉播節目名為《SUN電視台專席》。1969年5月6日，SUN電視台轉播了第一場阪神虎比賽:72。開播初期，SUN電視台在秋季時期的每週二、四、六晚間轉播阪神虎比賽:17。1971年，SUN電視台專席實現彩色化:20。1982年7月，SUN電視台轉播的阪神對巨人的比賽曾創下21.4%的收視紀錄:30。阪神虎在1985年打入日本大賽並奪冠。而SUN電視台亦轉播了這一年日本大賽中的兩場比賽，成為第一個轉播日本大賽的獨立UHF電視台:31。1992年9月11日，SUN電視台轉播的阪神虎比賽延長至15回，比賽時間長達6小時26分，比賽結束時已是深夜0時26分，創下日本職棒紀錄。而SUN電視台堅持播出到最後，累積轉播時間達6小時41分:72。2003年，阪神虎時隔18年再次獲得日本冠軍，SUN電視台為此播出了5個小時的特別節目，整個秋季的賽事轉播平均收視率達11.4%:41。2013年4月29日，SUN電視台轉播的阪神虎比賽場次達3,000場:72。2023年9月14日，SUN電視台獨家轉播阪神虎獲得中央聯盟冠軍的比賽，取得13.4%的個人收視率，創出自1997年調查開始以來的最高記錄。每年球季結束後，SUN電視台亦播出阪神虎綜藝節目《熱血虎黨》。

### 新聞及資訊節目
SUN電視台在1969年12月的第32屆日本眾議院議員總選舉報道獲得了民放聯盟賞的肯定:18。由於兵庫縣面積廣大，設立取材據點的成本較高，SUN電視台在兵庫縣內的新聞取材網擴充得到了母公司神戶新聞社的幫助，一些取材據點設在神戶新聞社的支社內:23。1995年阪神·淡路大地震時，在總部受損的情況下:59，SUN電視台堅持播出新聞特別節目，在當天6時30分正常開播:59，並在8時18分播出了第一條和地震有關的新聞:60。SUN電視台的員工在極為困難的情況下堅持取材，地震當天亦有超過70名員工堅持到公司工作:70。自地震當天的1月17日開始至1月22日，SUN電視台連續播出了6天的無廣告24小時新聞特別節目:36。為和其他各台的地震新聞進行差別，SUN電視台著重於報道被害者所需的生活資訊，獲得了民放聯放送活動部門賞的肯定:70-71。
SUN電視台亦發揮其縣域電視台的特色，播出兵庫縣各自治體的宣傳節目，並轉播神戶祭等兵庫縣的大型活動:18。2018年4月開始，SUN電視台在平日16時播出帶狀新聞資訊節目《資訊體育場 4時！Catch》。在播出了三年之後，該節目在2021年4月被《NEWS×情報 Catch+》取代。

## 攝影棚
SUN電視台的第一代總部是一座高3層的建築，總樓面面積1,608平方公尺，竣工於1969年1月底:15。這座建築佔地面積1,323平方公尺，總樓面面積1,608平方公尺；1層是大廳及攝影棚，2層是廣播機械室，3層是辦公室:15，設有一個攝影棚:114-117。建築屋頂設有45米高的鐵塔，用於發射訊號:15。這座建築的攝影棚還是獨立UHF電視台中第一家設置彩色電視用設備的攝影棚:15。
1981年3月1日，SUN電視台耗資33億日元（當時SUN電視台一年的營業額約37億日元）:28，將總部搬遷至港灣人工島上的神戶國際交流會館9至11層，使用面積共3,920平方公尺:27。其中10層設有主攝影棚和會議室，11層設有第2攝影棚及製作、報道、技術等各部門:27。第一攝影棚面積278平方公尺，第二攝影棚面積55平方公尺:124。
2019年，SUN電視台參與了由NTT都市開發主導的「神戶站前計劃」，在JR神戶站前新建地下1層，地上13層，總樓面面積約1.36萬平方公尺的大樓神戶站前JUST廣場，其中1層至4層是SUN電視台的新總部，4層以上部分是酒店。神戶站前JUST廣場在2020年12月竣工。2021年5月31日開始，SUN電視台部分節目開始自新總部播出。同年6月14日，SUN電視台正式遷入新總部。

## 外部連結
- 官方网站  （日語）
- YouTube上的SUN電視台頻道
- SUN電視台的X（前Twitter）
- SUN電視台的Facebook專頁